# Thomas Gousset
Thomas-Marie-Joseph Gousset, né le 1er mai 1792 à Montigny-lès-Cherlieu (France) et mort le 22 décembre 1866 à Reims, est un cardinal et théologien français. 
Il est considéré comme l'un des principaux représentants de l'ultramontanisme français.

## Biographie

### Enfance
Fils de Thomas Gousset et de Marguerité Bournon, il est le neuvième enfant d'une famille de douze. Il est fils de laboureur, a commencé par travailler dans les champs, et n'a entrepris ses études qu'à dix-sept ans au petit séminaire d'Amance.

### Prêtre
Ordonné prêtre le 22 juillet 1817 par l'évêque de Chartres, Jean-Baptiste de Latil, il est nommé vicaire à Lure pendant plusieurs mois, puis enseigne la théologie morale au grand séminaire de Besançon. Il conserve cette chaire jusqu'en 1830, acquérant la réputation d'un professeur expert et d'un casuiste achevé.  
Il réédite les Conférences d'Angers (26 vol., 1823), les discours accompagnés des notes, puis le Dictionnaire théologique de Nicolas-Sylvestre Bergier (1826) dont il publie une autre édition en 1843. De ces années de professorat date sa claire exposition de la Doctrine de l'Église sur le prêt à intérêt (1825), Le Code civil commenté dans ses rapports avec la théologie morale (1827), et Justification de la théologie du P. Liguori (1829). 
Appelé au poste de vicaire général de Besançon par le cardinal de Rohan, il accomplit ces responsabilités de 1830 à 1835. Épuisé par le travail, ses médecins lui prescrivent le repos absolu ; il utilise cette oisiveté forcée pour effectuer son premier voyage à Rome.

### Évêque
Le 1er février 1836, il est nommé évêque de Périgueux par le pape Grégoire XVI et le roi Louis-Philippe Ier ; l'année suivante, il présente à Abel-François Villemain, ministre de l'Instruction publique, ses Observations sur la liberté d'enseignement, une protestation contre le monopole de l'université. Il fait construire le petit séminaire de Bergerac.
Le 13 juillet 1840, il est transféré à l'archidiocèse de Reims par Grégoire XVI ; ses responsabilités épiscopales ne l'empêchent pas d'achever d'importants travaux théologiques. En 1844 paraît en français sa Théologie morale à l'usage des curés et des confesseurs, rééditée à plusieurs reprises. Son traité de théologie dogmatique (2 vol., 1848) n'a pas moins de succès. Il fait construire pour les ouvriers, sur ses propres deniers, l'église Saint-Thomas de Reims, où il sera inhumé. Il fait don à sa paroisse natale d'un autel orné de statues et de bas-reliefs admirables. Il crée dans le Musée rémois installé dans le palais archiépiscopal une bibliothèque de vingt mille volumes, qui sera détruite par les bombardements allemands de 1914. Il appuiera les oeuvres de bienfaisance publique telles que l'Œuvre de l'Asile des Orphelins de Bethléem, de Saint-Vincent de Paul, et de la Miséricorde.
Le 13 octobre 1847, il consacre l'église de Rimogne.

### Cardinal
Il est créé cardinal lors du consistoire du 30 septembre 1850 par le pape Pie IX pour son grand savoir, la solidité de sa doctrine et ses nombreux travaux avec le titre de cardinal-prêtre de Saint-Calixte (S. Callisto). 
En vertu de la constitution de 1852, il devient sénateur du Second Empire et, en 1858, commandeur de la Légion d'honneur. 
Ses derniers travaux sont Exposition des principes de droit canonique (1859), Du droit de l'Église touchant la possession des biens destinés au culte et la souveraineté temporelle du Pape (1862). C'est sur ce thème que l'historien musicologue Jean Gourret écrira sa thèse de doctorat en droit à l'université de Paris en 1957.
C'est un des premiers à rétablir la liturgie romaine et à seconder le mouvement intellectuel et moral qui rapproche le clergé et les fidèles.
Les dignités ne changent rien à la simplicité de ses manières. Il est immortalisé par Balzac sous le personnage de l'abbé de Grancey dans le roman Albert Savarus. 
Sa devise : « L'homme recueille ce qu'il a semé » ; ses armoiries renferment la gerbe de blé.
En souvenir, une rue porte son nom à Reims et à Lure, ainsi qu'une école à Reims.

## Succession apostolique
Thomas Gousset a ordonné les évêques suivants :
- Évêque Joseph-Armand Gignoux (1842)
- Évêque André-Joseph Guitton (1842)
- Évêque Louis-Eugène Regnault (1852)
- Évêque Philippe-Olympe Gerbet (1854)
- Évêque Jean-Jacques Nanquette (1855)
- Évêque Jean-Honoré Bara (1856)
- Évêque Jacques-Antoine-Claude-Marie Boudinet (1856)
- Archevêque François-Augustin Delamare (1856)
- Évêque Jean-Joseph Christophe (1861)
- Évêque Jean-Pierre-Jacques Dours (1864)

## Parcours ecclésiastique
- 1817-1818 : vicaire à Lure (Haute-Saône) ;
- 1818-1830 : professeur de théologie morale et dogmatique au grand séminaire de Besançon ;
- 1830-1835 : vicaire général du diocèse de Besançon ;
- 1835-1840 : évêque de Périgueux ;
- 1840-1866 : archevêque de Reims.

## Distinctions
- Commandeur de la Légion d'honneur (16 juin 1856)[7]

## Idées et postérité

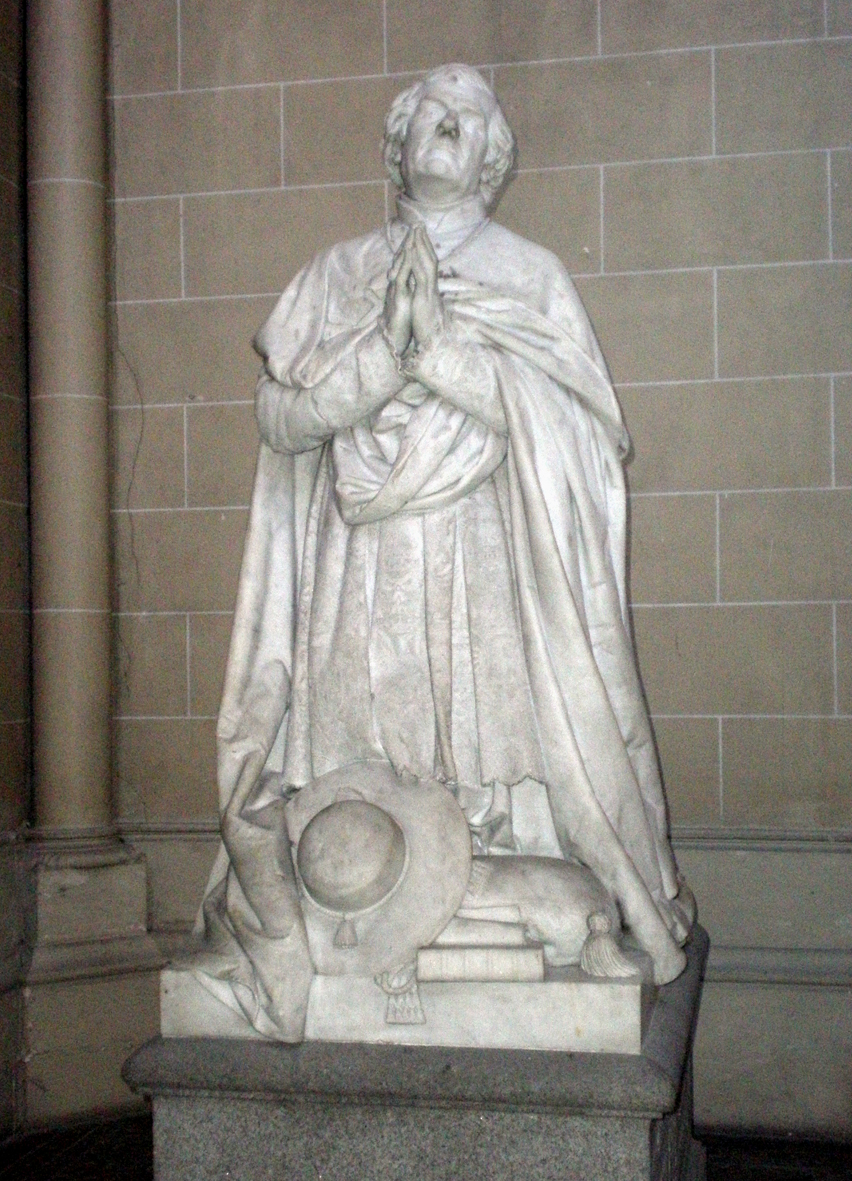
L'orant de Thomas Gousset visible en l'église Saint-Thomas de Reims.

L'enseignement et les publications théologiques de l'abbé Gousset occupent une place importante dans l'évolution des mentalités catholiques françaises, aussi bien par son enseignement au grand séminaire de Besançon, que par ses publications en matière de théologie. Il est influencé par Lammenais et devient spécialiste de saint Alphonse de Liguori (1696-1787), canonisé en 1839, dont il participe à la pénétration en France de sa Théologie morale. Il partage les idées de Jean-Joseph Gaume. Hostile à toute forme de jansénisme et de gallicanisme, il se montre l'infatigable défenseur de l'ultramontanisme dont il est un des principaux représentants au sein du haut clergé français.

## Publications
- Justification de la théologie morale du B. Alphonse-Marie de Ligorio, Besançon, Outhenin-Chalandre fils, 1832, 322 p. ; réédition en 1834 à Louvain Lire en ligne
- Théologie morale à l'usage des curés et des confesseurs, Lyon : Périsse frères, 1844, 2 vol. in-8 ; réédition à Paris, Jacques Lecoffre, 1851.
- La croyance générale et constante de l'église touchant l'Immaculée Conception de la bienheureuse Vierge Marie, Paris : Jacques Lecoffre & Cie, 1855 Lire en ligne.
- Exposition des principes du droit canonique, Paris, 1859.

### Iconographie
Une médaille non datée à l'effigie du cardinal Gousset a été exécutée par le graveur Jean-Pierre Montagny après l'accession de ce prélat à la pourpre. Un exemplaire en est conservé au musée Carnavalet (ND267bis).

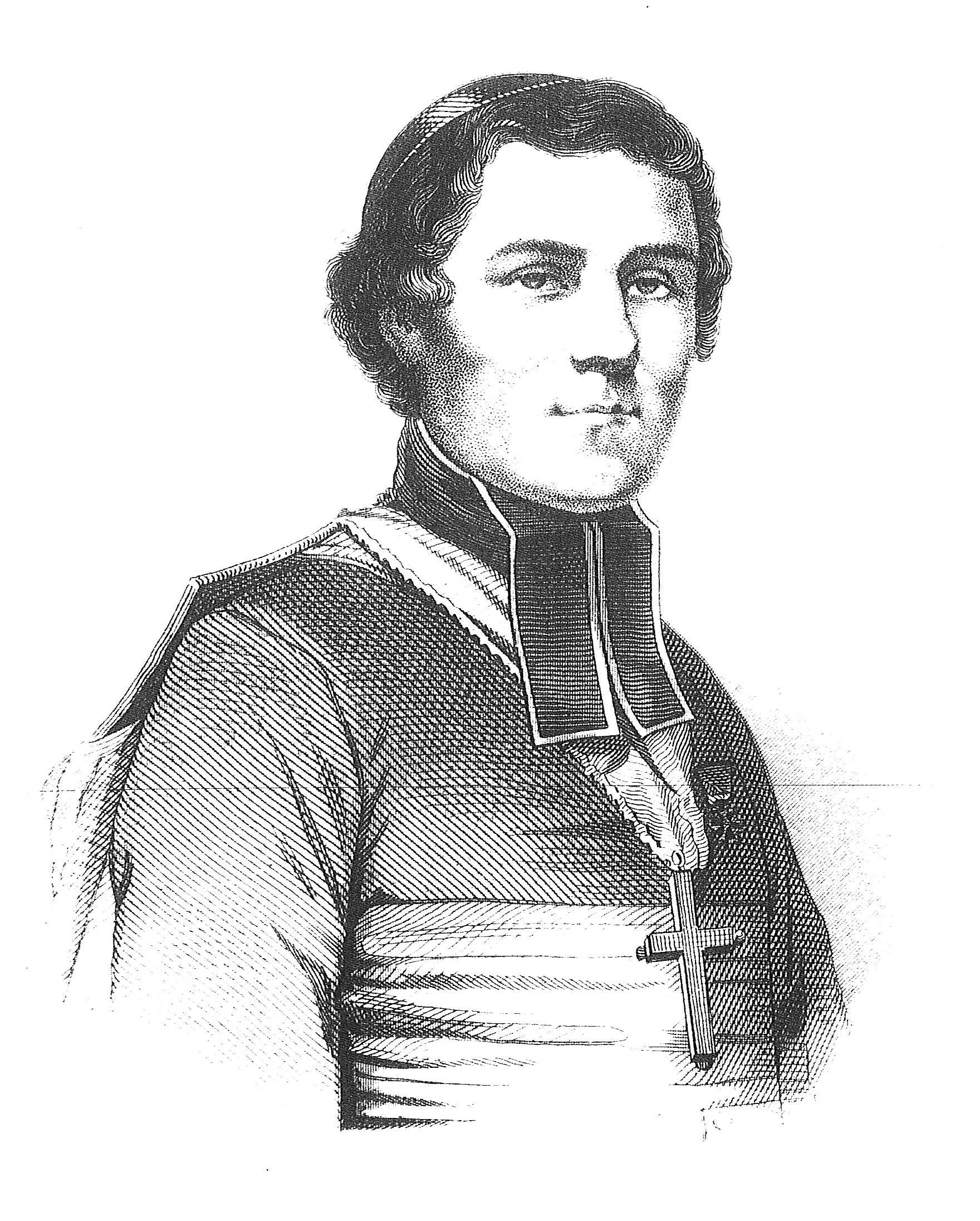
Jeune prélat, bibliothèque de Reims,
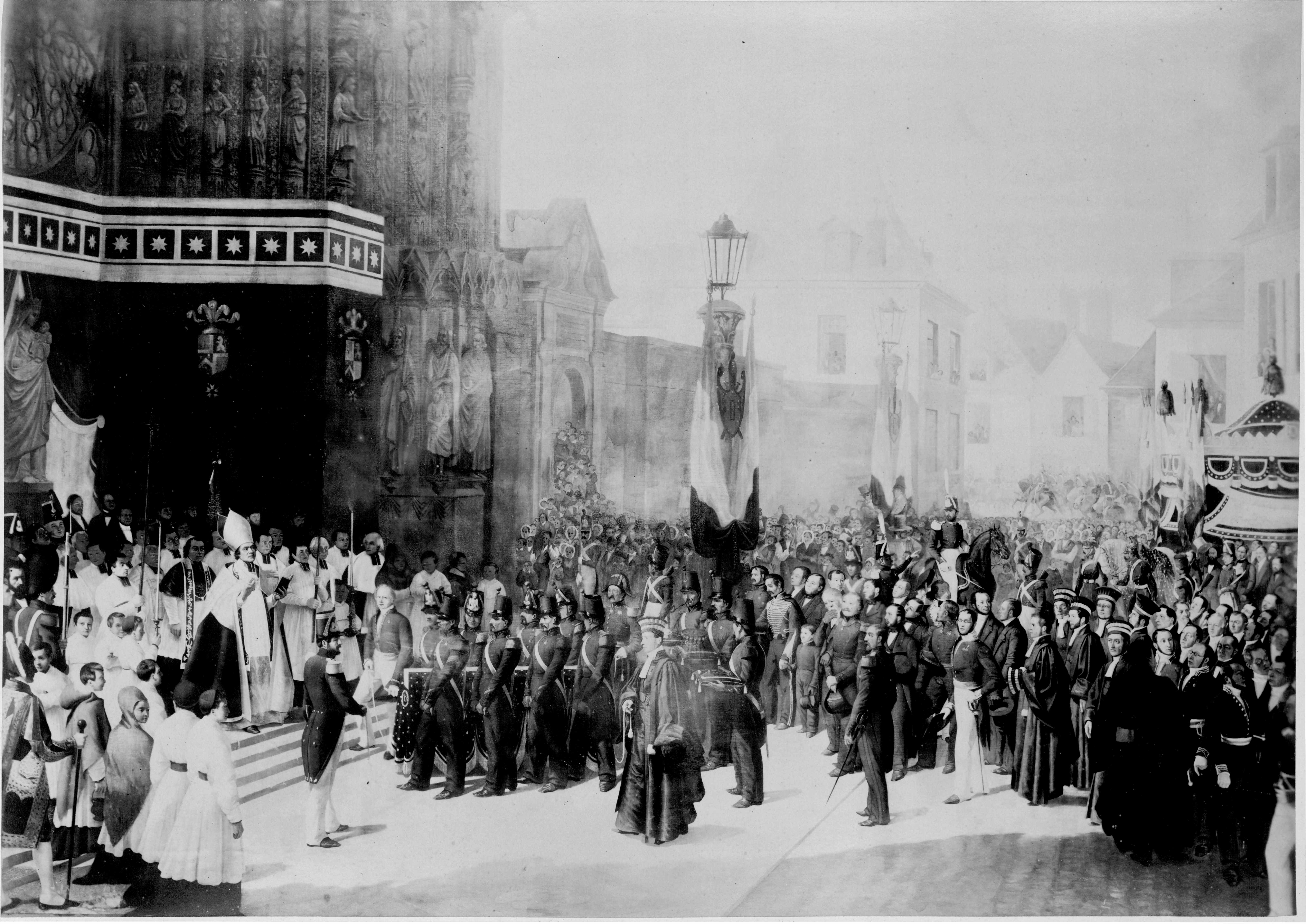
Thomas Gousset accueillant la dépouille de Drouet-D'Erlon.
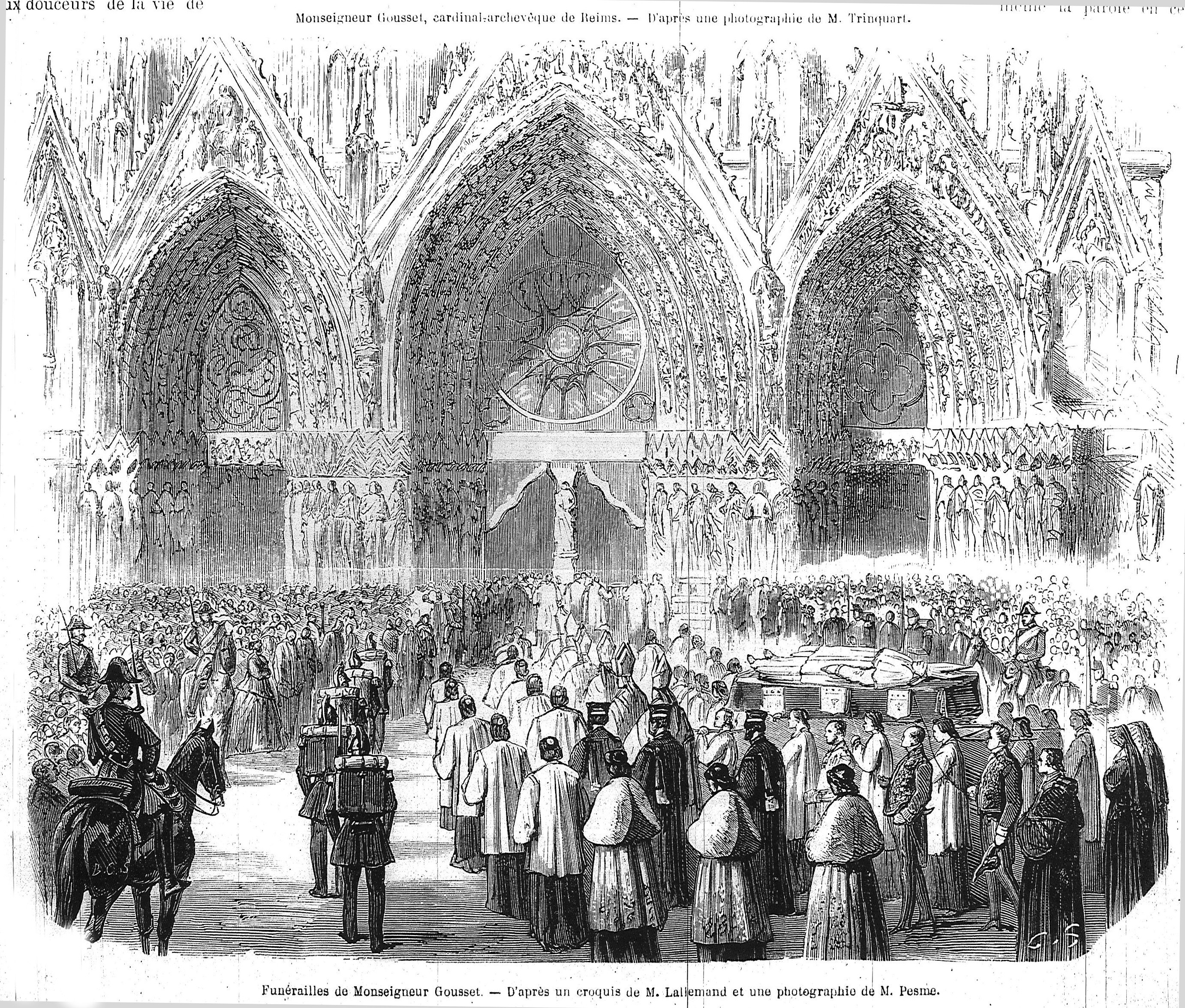
Le cortège funèbre de Thomas Gousset entrant en la cathédrale.